# くろふーど
『くろふーど』は、日本の漫画家。コアマガジンや竹書房を中心に活動している。

## 略歴
2012年、茜新社のCOMIC SIGMAからデビュー。翌年コアマガジンのコミックメガストアHに活動の場を広げたほか、小説の挿絵やゲームの原画などを担当した。
近年では月刊キスカ（竹書房）や週刊漫画TIMES（芳文社）などの一般紙にも読み切り作品を発表している。

## 作品リスト

### 単行本
- クロカミダラ（コアマガジン、2017年10月14日）ISBN 978-4-86653-071-0
- 絶対黒髪彼女（竹書房、2018年2月7日）ISBN 978-4-8019-6178-4

### イラスト・原画
- 熟女がブルマに穿きかえたら ママさんバレーパラダイス（キルタイムコミュニケーション リアルドリーム文庫、2013年11月）[2]
- 特務女捜査官キキョウ（サイクレット、2014年3月）[3]